# Pascoepus neboissi
Pascoepus neboissi är en insektsart som beskrevs av Webb 1983. Pascoepus neboissi ingår i släktet Pascoepus och familjen dvärgstritar. Inga underarter finns listade i Catalogue of Life.